# Rondo (teatr)

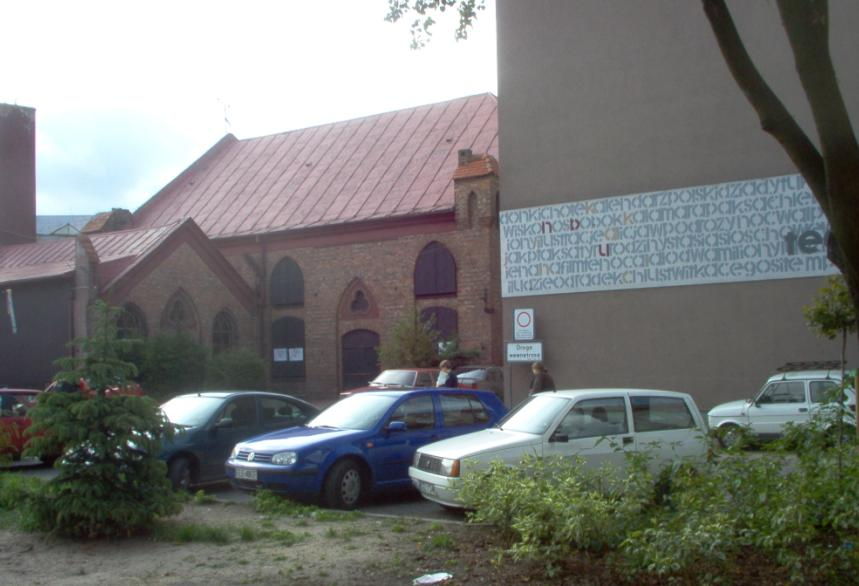
teatr Rondo

Rondo – teatr w Słupsku, mieszczący się przy ul. Niedziałkowskiego 5a.

## Historia
Teatr powstał w 1966 z inicjatywy Andrzeja Golińskiego. Po wystawieniu czterech spektakli organizator sceny wyjechał ze Słupska, a sam teatr zawiesił działalność. W 1972 teatr został reaktywowany przez Antoniego Franczaka – powstał Ośrodek Teatralny Rondo. Od 1976, z inicjatywy Franczaka, współpracę z Rondem podjął reżyser Stanisław Otto Miedziewski. W 1977 obaj doprowadzili do realizacji pierwszego z widowisk plenerowych: Sztandary i znaki. Ta forma działalności przyniosła słupskiemu teatrowi popularność, a zespół występował w wielu krajach Europy. Na zlecenie Federacji Teatrów Nieprofesjonalnych z Kopenhagi Rondo dwukrotnie było organizatorem Międzynarodowych Warsztatów Widowisk Plenerowych, w których uczestniczyli chętni z Indii, Izraela, krajów skandynawskich, Wielkiej Brytanii i innych krajów Europy. Widowiska były grane na festiwalach w Portugalii, Austrii, byłym Związku Radzieckim, na Węgrzech i w całej Polsce. 
W pomieszczeniach teatru odbywają się też inne imprezy kulturalne, na przykład od 1995 koncerty jazzowego Komeda Jazz Festival.
Od 1985 siedzibą Ronda jest budynek posakralny z 1912, odkupiony od parafii ewangelicko-augsburskiej dla potrzeb teatru.